# Complesso di pre-replicazione
Il complesso di pre-replicazione (in inglese pre-Replication Complex, o pre-RC) è un complesso multiproteico che nelle cellule eucariote si assembla sulle origini di replicazione del DNA il cui ruolo è quello di iniziare la replicazione del DNA.
L'assemblaggio del complesso sulle origini di replicazione avviene durante la fase M tardiva e prosegue nella fase G1 precoce del ciclo cellulare, quando i livelli delle cicline sono bassi. Il livello basso di cicline consente infatti la formazione del pre-RC ma non ne permette l'attivazione, che richiede invece alti livelli di cicline E ed A: questo è uno dei più importanti meccanismi che impedisce la doppia replicazione di una stessa regione di DNA all'interno di un solo ciclo. La regolazione dell'assemblaggio del pre-RC è dunque il processo fondamentale che fa sì che durante la replicazione cellulare non vengano lasciate regioni di DNA non replicate o che altre regioni vengano replicate più di una volta.

## Assemblaggio del complesso
Il primo evento che caratterizza l'assemblaggio del pre-RC è il legame con il potenziale sito di origine del complesso di riconoscimento dell’origine (Origin Recognition Complex, ORC). ORC agisce come impalcatura sulla quale vengono reclutate le proteine Cdc6 e Cdt1, che a loro volta mediano il caricamento sul DNA della elicasi MCM2-7. Cdc6 si lega ad ORC insieme ad ATP, quindi si lega Cdt1, il quale si associa stabilmente in un complesso con MCM2-7. L'idrolisi di ATP mediata da Cdc6 è accoppiata al rilascio di Cdt1 dal complesso e ad un cambiamento conformazione del complesso MCM2-7 che ne provoca una chiusura ad anello sul DNA. A questo punto, anche Cdc6 si dissocia dal complesso. Il complesso MCM2-7 agisce da elicasi per l'apertura della doppia elica di DNA e precede l'assemblaggio del macchinario di replicazione del DNA (replisoma) e dunque alla sintesi dei nuovi filamenti. Dopo questo evento l'origine di replicazione non è più in grado di tornare in stato di licensing fino ad una successiva fase G1, consentendo alla replicazione di iniziare da ogni origine una sola volta per ogni ciclo cellulare.

## Componenti del complesso

### ORC
ORC è un complesso formato da 11 subunità evolutivamente conservate in diverse specie con attività ATPasica. In lievito ORC si trova legato alla cromatina per tutta la durata del ciclo cellulare mentre negli eucarioti superiori solo le subunità 2-6 rimangono sempre associate alla cromatina: la subunità 1 (ORC1), che si lega in fase G1 e recluta in sequenza i fattori di caricamento Cdc6 e Cdt1, viene rilasciata dalla cromatina a seguito della fosforilazione del complesso. In S. cerevisiae sono state individuate delle sequenze specifiche di DNA in corrispondenza delle origini di replicazione che vengono riconosciute e legate dal complesso ORC. Al contrario, negli eucarioti superiori ORC sembra in grado di legare le origini senza che vi sia una sequenza specifica ad identificarle.

### Cdc6
Cdc6 fu osservato inizialmente in S. cerevisiae come fattore necessario per l'ingresso in fase S, è conservato negli eucarioti e codifica per una proteina con una significativa similarità con ORC1. È stato dimostrato che Cdc6 lega ORC in vitro e il suo dominio ATPasico è fondamentale per l'assemblaggio del pre-RC. Cdc6 viene inattivato dopo il licensing mediante esportazione dal nucleo, tornando ad accumularsi nuovamente già in fase S.

### Cdt1
Cdt1 fu scoperto in S. pombe come fattore necessario per la replicazione del DNA. In diversi organismi una sua iperespressione è in grado, da sola, di provocare ri-replicazione delle stesse origini di replicazione in un unico ciclo cellulare. Cdt1 pare agire da collegamento tra il complesso ATPasico formato da ORC e Cdc6 ed il complesso elicasico MCM2-7. Nei metazoi Cdt1 viene inattivato in fase S attraverso tre diversi meccanismi: esporto dal nucleo, degradazione mediata da Ddb1-Cul4 o SCF-Skp2 oppure interazione con geminina.

### MCM2-7
Il complesso MCM2-7 ha una struttura ad anello formata da sei subunità con attività elicasica ATP-dipendente. Non è stato possibile finora osservare in vitro tale attività del complesso MCM2-7, mentre è nota attività elicasica dei subcomplessi MCM2/4/6 in vitro. Si è visto che il caricamento del complesso MCM2-7 è efficace solo se vi è un legame sequenziale di Cdc6 e Cdt1, unito all'attività ATPasica del complesso ORC-Cdc6. Cicli successivi di idrolisi di ATP da parte di ORC-Cdc6 portano al caricamento sul DNA di numerosi complessi MCM2-7: non è chiaro tuttavia il modo in cui essi vengano attivati per dare attività elicasica. Il complesso MCM2-7 non è stato individuato nel replisoma, è pertanto probabile che esso abbia la sola funzione di aprire la doppia elica di DNA e formare la bolla di replicazione, per essere poi sostituito da un'elicasi più processiva per la successiva duplicazione.

## Firing
All'ingresso della cellula in fase S, con l'aumento delle cicline E ed A e l'attivazione delle chinasi Cdk2 e Cdc7, si ha invece il reclutamento sul DNA del complesso enzimatico pre-inizio (pre-Initiation Complex, pre-IC) e l'attivazione (firing) delle origini sulle quali si è assemblato il pre-RC. L'ingresso in fase S non implica un'immediata attivazione di tutte le origini di replicazione. La successione della attivazione delle origini è modulato da una serie di fattori genomici: regioni con alta densità di geni, ricche in guanina e citosina o caratterizzate da ripetizioni alu vengono replicate precocemente in fase S, mentre regioni con pochi geni e ricche in sequenze ripetute tendono a replicare in tempi successivi.

## Meccanismi di inibizione dell'assemblaggio del pre-RC
La formazione del pre-RC può essere inibita da tre meccanismi: l'aumento di attività delle CDK di fase G2-M, la degradazione proteolitica di Cdt1 e l'inibizione del complesso MCM2-7:Cdt1 da parte della proteina geminina.

### Inibizione dell'assemblaggio del pre-RC mediata dalle CDK
L'attivazione delle CDK a partire dalla fase S ha come effetto la fosforilazione di alcuni componenti del pre-RC, come ad esempio Cdc6, che viene così esportato dal nucleo per impedire il suo assemblaggio sull'origine. La fosforilazione da parte delle CDK è alla base di una via di degradazione proteolitica di Cdt1: Il complesso CiclinaA/CDK2 fosforila Cdt1 sulla tirosina 29. L'ubiquitina ligasi SCF, attraverso la proteina adattatrice Skp2 (che è in grado di legarsi esclusivamente a substrati fosforilati) ubiquitina Cdt1, che viene in seguito degradato nel proteasoma durante la fase S.

### Inibizione dell'assemblaggio del pre-RC mediata dalla proteolisi di Cdt1 indipendente da CDK
La degradazione di Cdt1 può avvenire anche mediante un PIP (PCNA interacting protein) box presente all'estremità ammino-terminale di Cdt1 e altamente conservato in tutti i metazoi: questa regione si lega a PCNA a livello delle forcelle di replicazione o in siti di danno al DNA. Cdt2 interagisce attraverso Cul4/Ddb1 con il complesso PCNA:Cdt1, ubiquitinando Cdt1 e portandolo alla degradazione nel proteasoma.

### Inibizione del pre-RC mediata da Geminin
Geminin (o geminina) fu inizialmente scoperto in estratti di uova di Xenopus e venne riconosciuto come inibitore del caricamento del complesso MCM2-7. Presente in tutti i metazoi, ma apparentemente non in lievito, Geminin inibisce la formazione del pre-RC sequestrando Cdt1 in un complesso inattivo che non è in grado di interagire con il complesso MCM2-7. Studi di cristallografia hanno dimostrato che Geminin non inibisce il legame di Cdt1 al pre-RC, bensì forma un omodimero attraverso un dominio di tipo coiled-coil, con il quale lega Cdt1 in un'ampia regione creando una barriera sterica all'interazione con il complesso MCM2-7.